# Jung Gun-joo
Jung Gun-joo (hangul: 정건주), es un actor surcoreano.

## Carrera
Desde agosto del 2019 es miembro de la agencia "Blossom Entertainment". Previamente formó parte de la agencia JYP Entertainment de diciembre del 2017 hasta el 2019.
El 11 de enero del 2018 se unió al elenco principal de la serie web Flower Ever After donde interpretó a Choi Woong, un joven instructor de natación que se enamora de su compañera de clases Go Min-chae (Choi Hee-jin), hasta el final el 10 de febrero del mismo año. En marzo del mismo año se unió al elenco de la segunda temporada de la serie Fork You Boss donde dio vida a un pasante, que tiene que soportar a un grupo de jefes incompetentes. El 28 de septiembre del mismo año se unió al elenco principal de la novena temporada del drama especial The Tuna and the Dolphin donde interpretó al nadador Joo Woo-jin.
Ese mismo año realizó una aparición especial en la serie The Third Charm donde dio vida a MJ, una celebridad que les canta una canción de felicitación para una pareja que se casó.El 10 de noviembre del mismo año se unió al elenco principal de la serie web WHY donde interpretó a Cha Yeon-woo, un joven inocente y de buen corazón, cuyo primer amor inesperadamente rompe con él, hasta el final el 13 de diciembre del mismo año.
El 8 de mayo del 2019 se unió al elenco principal de la serie web The Best Ending donde volvió a dar vida a Choi Woong, quien se reúne con Go Min-chae (Choi Hee-jin) después de estar separados por un año y se preparan para casarse, hasta el final de la serie el 29 de mayo del mismo año. La serie web es la secuela de "Flower Ever After". En octubre del mismo año se unió al elenco recurrente de la serie Extraordinary You (también conocida como "A Day Found by Chance") donde dio vida a Lee Do-hwa, un estudiante amigable que a pesar de sonreír siempre esconde su soledad y tristeza, hasta el 21 de noviembre del mismo año.
El 13 de mayo del 2020 se unió al elenco principal de la serie Oh, mi bebé, donde dio vida a Choi Kang-eu-tteum, un nuevo trabajador en la revista para padres, así como un ícono del optimismo que sólo tiene ojos para su jefa Jang Ha-ri (Jang Na-ra), hasta el final de la serie el 2 de julio del mismo año.
En junio de 2021 se unió al elenco de la serie Monthly House donde interpretó a Shin-kyum, un fanático del camping y fotógrafo profesional, que vive bajo los principios de "solo se vive una vez".

## Filmografía

### Cine
| Año  | Título  | Hangul   | Personaje    | Notas                | Ref.   |
| ---- | ------- | -------- | ------------ | -------------------- | ------ |
| 2023 | Rebound | 리바운드 | Jung Kang-ho | Junto a Ahn Jae-hong | [ 24 ] |

### Series de televisión
| Año     | Título                                  | Personaje                      | Notas                         | Ref.          |
| ------- | --------------------------------------- | ------------------------------ | ----------------------------- | ------------- |
| 2018    | Flower Ever After (오피스워치)          | Choi Woong                     | Serie web, 10 episodios       |               |
| 2018    | A-TEEN                                  | Maestro de Educación Física    | Serie web, aparición especial |               |
| 2018    | Should We Kiss First?                   | Joven en la Parada             | Ep. 19                        |               |
| 2018    | Fork You Boss 2                         | Pasante                        | 10 episodios                  |               |
| 2018    | Drama Special: The Tuna and the Dolphin | Joo Woo-jin                    |                               |               |
| 2018    | The Third Charm                         | MJ                             | Aparición especial            |               |
| 2018    | WHY                                     | Yeon Woo                       | Serie web, 10 episodios       |               |
| 2019    | The Best Ending                         | Choi Woong                     | Serie web, 8 episodios        |               |
| 2019    | Extraordinary You                       | Lee Do-hwa                     | 32 episodios                  |               |
| 2020    | Ending Again                            | Choi Woong                     | Serie web, ep. 1              |               |
| 2020    | Oh, mi bebé                             | Choi Gang Eu Tteum             | 16 episodios                  | [ 25 ]        |
| 2021    | True Beauty                             | Ryu Hyung-jin                  | Aparición especial, ep. 7     | [ 26 ] [ 27 ] |
| 2021    | Monthly House                           | Shin-kyum                      |                               | [ 28 ]        |
| 2022    | Besos y presagios                       | Exnovio de Ye-sool             | Aparición especial, ep. 1     |               |
| 2022-23 | Three Bold Siblings                     | Actor en la serie de Sang-joon |                               | [ 29 ]        |
| 2023    | La pensión romántica secreta            | Jung Yu-ha                     |                               | [ 30 ] [ 31 ] |
| 2024    | Bitter Sweet Hell                       | Moon Tae-oh                    |                               | [ 32 ] [ 33 ] |
| 2024-25 | Check-in Hanyang                        | Cheon Jun-hwa                  |                               | [ 34 ] [ 35 ] |
| 2025    | Way Back Love                           | Lee Hong-seok                  | Serie web                     | [ 36 ] [ 37 ] |
| 2025    | Sin piedad para nadie                   | Cheon Hae-beom                 | Serie web                     | [ 38 ] [ 39 ] |

### Programas de variedades
| Año  | Programa                                 | Notas                 |
| ---- | ---------------------------------------- | --------------------- |
| 2019 | Nemo Travel: A Trip to Maldives          | 6 episodios - miembro |
| 2018 | Nemo Travel: A Trip to Western Australia | 6 episodios - miembro |

### Aparición en videos musicales
| Año  | Artista | Canción      | Notas                  |
| ---- | ------- | ------------ | ---------------------- |
| 2017 | DAY6    | "I Like You" | junto a Park Kyu-young |

### Anuncios
| Año  | Título      | Notas |
| ---- | ----------- | ----- |
| 2018 | Gentle Code | -     |